# 出戏
出戏是指演员在戲劇、電視劇和电影中，做出了一些與角色設定不符的動作。若演員出戲，观众會認為該演員非常不专业（除非演員是故意打破第四面墙）。例如演员在表演時突然不冷静、突然大笑或者無緣無故的笑，而此時的劇情按理來說演員是不可能笑的，因而演員無緣無故的笑會讓觀眾感覺非常違和。 所以若拍攝時要是演員經常出戲，導演可能會乾脆放棄該演員並剔除相應的鏡頭。